# Desulfosporosinus orientis
Desulfosporosinus orientis è una specie di batterio appartenente alla famiglia delle Peptococcaceae.